# Podsarnie
Podsarnie (früher auch Sarnia, slowakisch Sŕnie, ungarisch Szárnya) ist eine Ortschaft mit einem Schulzenamt der Gemeinde Raba Wyżna im Powiat Nowotarski der Woiwodschaft Kleinpolen in Polen.

## Geographie
Der Ort liegt am Bach Orawka.

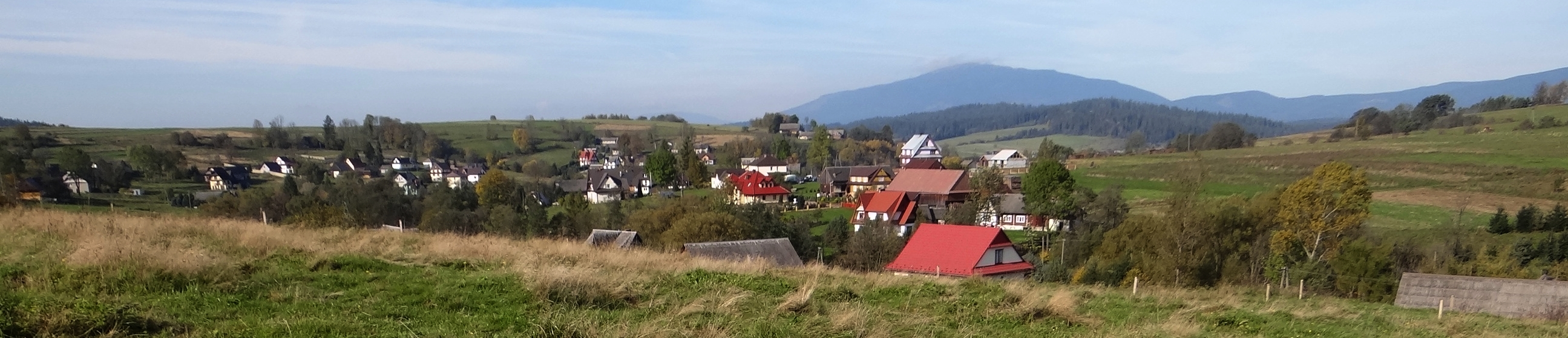
Ortsansicht

## Geschichte
Der Ort liegt in der Landschaft Arwa, die bis 1918 zum Königreich Ungarn gehörte. Er wurde im Jahre 1567 auf Initiative von Franziskus I. Thurzo gegründet. Der Ort wurde damals als Orawka pod Sarną, Orawka Średnia sowie Orawka Mała genannt. Der heutige Name ist abgeleitet von der Familie der Gründer und ersten Schultheißen. Die ersten Siedler kamen aus Polen, aus dem Gebiet von Żywiec (Saybusch) bis Jordanów. In den Jahren 1604 und 1605 wurde das Dorf von Mikołaj Komorowski angegriffen (1604–1605), der die Flüchtlinge von seinen Saybuscher Gütern bestrafen wollte. Das Dorf verlor über die Hälfte der Einwohner. Im Jahre 1683 wurde der Ort von den nach Wien marschierenden Truppen von Kazimierz Sapieha vernichtet.
Im 19. Jahrhundert wurde Slowakisch die Sprache der Kirche und der Schule, aber die lokalen Goralen sprachen Goralisch, einen polnischstämmigen Dialekt. Im Jahre 1897 begannen polnische Aktivisten nationale Agitation. Im Jahre 1910 folgte die ungarische Verwaltung erstmals in der Volkszählung der polnischen Bitte und Goralisch wurde als Polnisch betrachtet. In diesem Jahre hatte das Dorf 429 Einwohner, davon 2 ungarischsprachige, 4 deutschsprachige, 9 slowakischsprachige, 414 anderssprachige (96,5 %, polnischsprachig), 422 römisch-katholische, 7 Juden.
1918, nach dem Ende des Ersten Weltkriegs und dem Zusammenbruch der k.u.k. Monarchie, kam das Dorf zur neu entstandenen Tschechoslowakei. Auf Grund der Tschechoslowakisch-polnischen Grenzkonflikte im Arwa-Gebiet wurde der Ort 1920 dann aber der Zweiten Polnischen Republik zugesprochen. Zwischen den Jahren 1920 und 1925 gehörte er zum Powiat Spisko–Orawski, ab 1. Juli 1925 zum Powiat Nowotarski. Im Jahre 1921 hatte die Gemeinde Podsarnie 90 Häuser mit 415 Einwohnern, davon 410 Polen, 5 anderer Nationalität (meistens Slowaken), 410 römisch-katholische, 5 israelitische.
Von 1939 bis 1945 wurde das Dorf ein Teil des Slowakischen Staates.
Von 1975 bis 1998 gehörte Podsarnie zur Woiwodschaft Nowy Sącz.